# 이오상
이오상(李旿相, 1974년 4월 14일 ~ , 전라북도 전주시)은 대한민국 인천광역시의회 의원이다.

## 학력
- 원광대학교 화학 학사

## 경력
- 박남춘 국회의원 후원회 사무소 사무국장
- 2012.04 ~ 2014.06: 제6대 인천광역시 남동구의회 의원
- 2014.07 ~ 2018.03: 제7대 인천광역시 남동구의회 의원
- 2018.07 ~ 2022.06: 제8대 인천광역시의회 의원
- 2022.07 ~ : 제9대 인천광역시의회 의원
  - 2022.07 ~ 2024.06: 제9대 인천광역시의회 전반기 교육위원회 위원
  - 2024.07 ~ : 제9대 인천광역시의회 후반기 교육위원회 위원
  - 2024.07 ~ : 제9대 인천광역시의회 후반기 제2부의장
- 제9대 인천광역시의회 전반기 더불어민주당 원내대표

## 역대 선거 결과
|  | 53.02% |

|  | 26.54% |

|  | 70.84% |

|  | 50.79% |